# Xuddur
Xuddur (ar. Huddur) – stolica regionu Bakool, w Somalii.